# Gossip Girls
『Gossip Girls』（ゴシップ・ガールズ）は、台湾の女性アイドルグループPopu Ladyの4枚目のミニ・アルバムである。

## 概要
2015年9月22日に発売が公式発表された。それとともに発売に先駆けて行われる、メンバー間での競技とファン投票により、最下位になったメンバーがグループから脱退させられることが発表された。そのため本アルバムは5人体制のPopu Ladyとしては最後のアルバムになる予定であった。
結果は4位に大元と宇珊が同数で並んだため、華研国際音楽が2人ともグループに残し、以後も5人での活動を継続することを決定した。この最終イベントでは500人まで会場に入場できる予定であったが、当日実際に会場に集まったのは100人をわずかに超える程度であった。
なお、本来脱退する予定であったメンバーも華研国際音楽との契約が切れるわけではなく、別の方法で芸能活動を継続する予定であった。また、この投票により1位となった寶兒は、個人の写真集付きミニ・アルバムを発売する予定である。
収録曲の「我不要」は三立都會台ドラマ『戀愛鄰距離』のエンディングテーマであるとともに、Popu Ladyとしてはデビュー以来初めての別れの悲しみをテーマに歌ったラブバラードである。

## 曲目
| #         | タイトル                      | 作詞                                 | 作曲            | 備考                                                                 | 時間  |
| --------- | ----------------------------- | ------------------------------------ | --------------- | -------------------------------------------------------------------- | ----- |
| 1.        | 「Excuse Me」                 | 徐旻鈴                               | 張博彥          | 編曲：張博彥 rap：毛弟                                               | 4:09  |
| 2.        | 「花邊女孩」(Gossip Girls)    | Roberto Rosan Adeesha 中国語：陳信延 | Roberto Rosan   | 編曲：Geo                                                            | 4:05  |
| 3.        | 「POPU OK繃」(POPU OK BOOM)   | MP魔幻力量 鼓鼓                      | MP魔幻力量 鼓鼓 | 編曲：Mountain 山地人                                                | 3:10  |
| 4.        | 「我不要」(Don't Say Goodbye) | 喬晨                                 | 임상혁 손영진   | 編曲：임상혁/손영진 三立都會台ドラマ『戀愛鄰距離』エンディングテーマ | 3:50  |
| 5.        | 「妳說他」(All About Him)     | 藍小邪                               | JerryC          | 編曲：JerryC 映画『私の少女時代-OUR TIMES-』挿入曲                   | 4:06  |
| 合計時間: | 合計時間:                     | 合計時間:                            | 合計時間:       | 合計時間:                                                            | 18:35 |

## MV
| タイトル                      | 監督           | 公開日         | 公開メディア |
| ----------------------------- | -------------- | -------------- | ------------ |
| 花邊女孩 - YouTube            | Chang ching yu | 2015年11月18日 | Youtube      |
| 花邊女孩(ダンス版) - YouTube  |                | 2015年11月29日 | Youtube      |
| POPU OK繃(ダンス版) - YouTube |                | 2015年10月17日 | Youtube      |
| 我不要 - YouTube              | Chang ching yu | 2015年10月28日 | Youtube      |
| 妳說他 - YouTube              |                | 2015年10月20日 | Youtube      |
| 妳說他(歌詞版) - YouTube      |                | 2015年8月10日  | Youtube      |

| スタブアイコン | サブスタブ | この項目は、まだ閲覧者の調べものの参照としては役立たない、アルバムに関連した書きかけの項目です。この項目を加筆・訂正などしてくださる協力者を求めています（P:音楽/PJ:アルバム）。 |